# Мария-Сессета Дюма
Мария-Сессета Дюма (фр. Marie-Cessette Dumas; 1714—1772) — французская чернокожая рабыня, ставшая матерью генерала Тома-Александра Дюма, бабушкой писателя Александра Дюма и прабабушкой драматурга Александра Дюма-сына. Она была рабыней африканского происхождения, принадлежавшей маркизу Антуан Делиль Дави де ля Пайетри.

## Попадание в рабство
Два первоисточника говорят о том, что Мари-Сессета Дюма была рабыней. Одно из них — письмо 1776 года отставного королевского прокурора из Жеремии графу де Молду, зятю дяди Томаса-Александра Дюма, Шарля Дэви де ла Пайетери. В письме говорится, что отец Дюма (Александр-Антуан Дэви де ла Пайетери, известный тогда как Антуан де Л’Иль) «купил у некоего господина де Меррибеля негритянку по имени Сезетта за непомерную цену», а затем, прожив с ней несколько лет, «продал … негритянку Сезетту» вместе с двумя дочерьми «… барону из Нанта». Второе — это судебное решение, подписанное Тома-Александром Дюма, известным тогда как Тома Реторе, и его овдовевшей мачехой Мари Рету Дэви де ла Пайетери, которое официально подтверждает, что Рету отказалась от своих имущественных прав на Мари-Сессетт Дюма и ее двух дочерей — Жаннету и Мари-Роз. Они жили на плантации под названием Геноде неподалеку от Жереми — французской колонии на Сан-Доминго (ныне Гаити) до отъезда Антуана в 1775 году.

## Имя
Единственным источником для ее полного имени с орфографией «Мари-Сессетт Дюма» является свидетельство о браке генерала Томаса-Александра Дюма. Были некоторые предположения, что фамилия «Дюма», не представляет собой фамилию для Мари-Сессетт, вместо этого означает «из фермы» (du mas) и представляет собой описательное дополнение к ее именам, предназначенное для обозначения того, что она принадлежала к собственности. По словам франкоязычного романиста Каликста Бейала, имя «Дюма» первоначально было «Дума», что означает «достоинство».

## Расовая принадлежность
Два сохранившихся первоисточника говорят о том, что расовая принадлежность Марии-Сесетты Дюма в источниках обозначена как «негритянка» (фр. négresse) — в противоположность «мулатке» (фр. mulâtresse), женщине смешанной расы. Первое — это письмо от 3 июня 1776 года отставного королевского прокурора Шавиньо, который был нанят графом де Молдом (зятем дяди Томаса-Александра Дюма Шарля Дэви де ла Пайетери). В нем говорится, что отец Дюма (Александр-Антуан Дэви де ла Пайетери, известный тогда как Антуан де Л’Иль) «купил … негритянку по имени Сезетта», которая прожила с ним несколько лет и «была продана». В отличие от описания ее как «негритянки», подразумевающего, что она была африканкой, письмо классифицирует четверых детей, которых она родила с Антуаном (включая Тома-Александра Дюма), как «мулатов».
Второй документ представляет собой судебное решение, подписанное перед «советниками короля, нотариусами в Шателе Парижа» 22 ноября 1786 года, которое урегулировало вопросы собственности между Тома-Александром Дюма (тогда известным как Тома Реторе) и его мачехой Марией Франсуазой Элизабет Рету (вдовой его отца, Александра-Антуана Дэви де ла Пайетери). В ней Мари-Сезетт Дюма упоминается как «Мария Сезетт, негритянка, мать вышеназванного г-на Реторе» («Marie Cezette negresse mere dud. [dudit] S. Rethoré»). Вторичные источники о генерале Тома-Александре Дюма, датируемые 1822 годом, почти всегда описывают его мать как чернокожую африканку («femme africaine», «négresse», «noire», «négresse africaine», или «чисто черная африканка»).

## Смерть
Источники расходятся в дате и обстоятельствах ее смерти. Два документа, подписанные Тома-Александром Дюма: его контракт и свидетельство о браке с Мари-Луизой Лабуре, гласят, что Мария-Сессетта умерла в Ла-Гинодэ, близ Тру-Жереми, Сан-Доминго, в 1772 году. Аналогичную информацию сообщал и Александр Дюма (отец) в своих мемуарах. Основываясь на этой дате смерти, Виктор Эммануэль Роберто Уилсон предполагает, что она, возможно, умерла во время массовой вспышки дизентерии, последовавшей за разрушительным ураганом, который в том году обрушился главным образом на район Гранд-Анс Сан-Доминго. Однако есть основания полагать, что она не умерла в 1772 году. Два других документа говорят, что Мария-Сессетта осталась жива после того года. В приведенном выше письме Шовиньо графу де Молду от 1776 года говорится, что отец Дюма Антуан продал Марию-Сессетту в 1775 году, прежде чем вернуться во Францию. Второй документ, подписанный Дюма в 1801 году, гласит, что «Мария-Сезетта» будет отвечать за имущество генерала Дюма в Сан-Доминго. Это свидетельство делает маловероятным, что Мария-Сессетта Дюма умерла в 1772 году.
По мнению писателя Клода Риббе, Тома-Александр Дюма мог намеренно вписать в свидетельство о браке ложную дату смерти. У него были веские основания утверждать, что она умерла в момент его свадьбы в Виллер-Котре, Франция, в 1792 году. Если бы она была жива, он должен был бы посоветоваться с ней о брачном союзе.